# Donaukurier
Der Donaukurier ist eine 1945 gegründete deutsche regionale Tageszeitung mit Sitz in Ingolstadt. Das 1872 gegründete Vorgängerblatt befand sich seit 1935 im Besitz der Familie Liebl/Reissmüller, die bis 31. Dezember 2016 mit Georg Schäff den Herausgeber stellte. Herausgeberin seit dem 1. Januar 2017 ist Simone Tucci-Diekmann (Passauer Neue Presse). Die verkaufte Auflage beträgt 67.476 Exemplare, ein Minus von 21,2 Prozent seit 1998. Chefredakteur ist Gerd Schneider.

## Geschichte

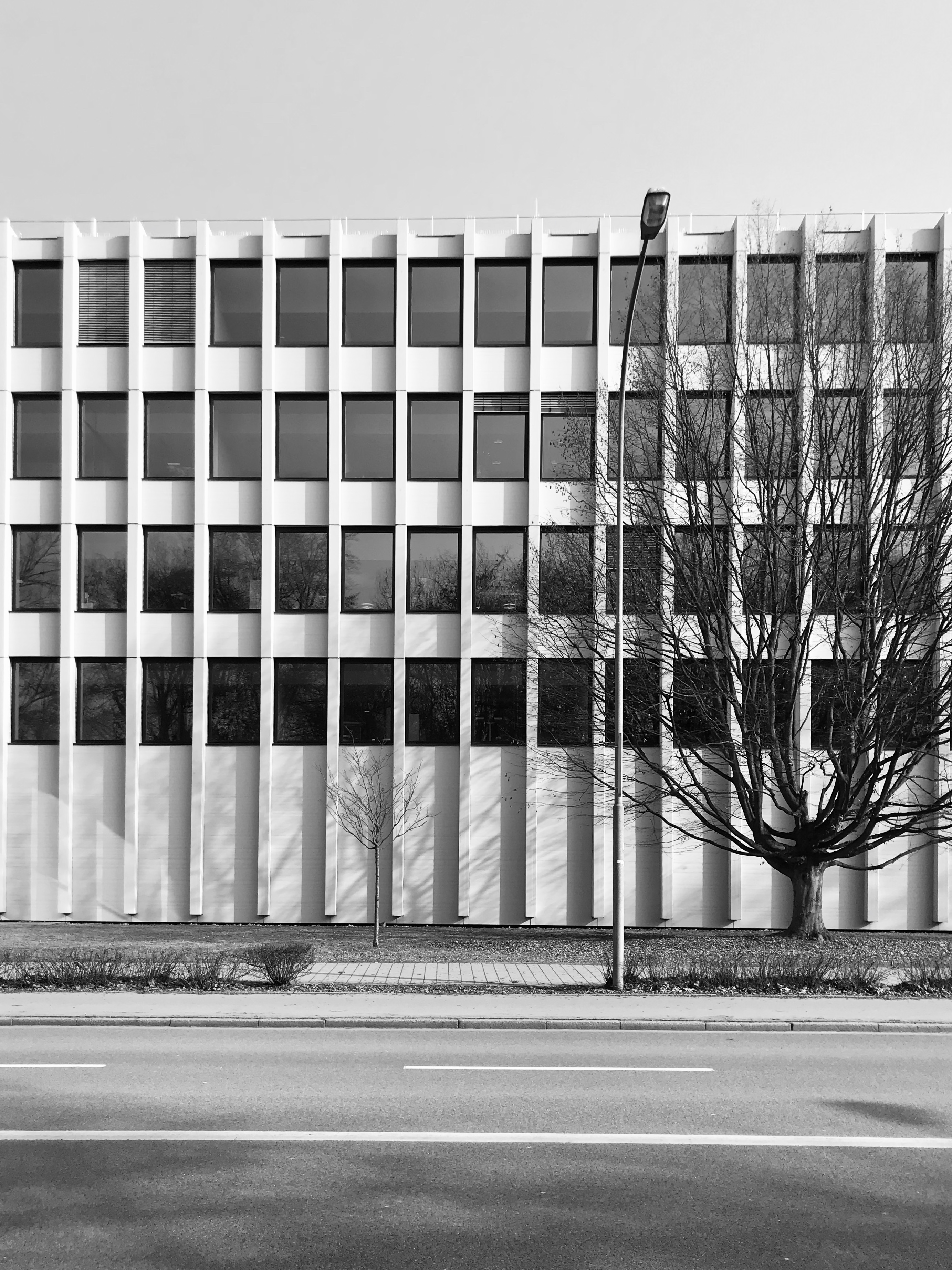
Verlagsgebäude am Brückenkopf (2021)

Das Blatt erhielt seine Zulassung durch den US-Presseoffizier David Davidson und erschien als Lizenzzeitung erstmals am 11. Dezember 1945. Lizenzträger war zunächst Joseph Lackas, der Bruder des Verlegers Matthias Lackas. Lackas stand nach Einschätzung der US-Militärregierung der CSU nahe, ohne jedoch deren Mitglied zu sein. Der Donaukurier erschien wie fast alle bayerischen Lizenzblätter anfangs nur jeden zweiten Werktag und hatte 1948 eine Auflage von 66.700 Exemplaren.
Mit dem Ende der Lizenzpflicht im Jahr 1949 wurde Wilhelm Reissmüller (Schwiegersohn von Ludwig Liebl und ehemaliger Verlagsleiter des von diesem herausgegebenen NSDAP-Regionalblattes Donaubote) zunächst Mitherausgeber, 1951 dann alleiniger Herausgeber des Donaukuriers. Seit diesem Jahr wird auch der überregionale Teil vom Donaukurier an die Aichacher Zeitung geliefert. Nach Reissmüllers Tod im Jahr 1993 übernahm dessen Frau Elin Reissmüller die Herausgeberschaft. Von 2004 bis zu ihrem Tod 2009 teilte sie sich diese mit ihrem Enkel Georg Schäff, der danach bis zum 31. Dezember 2016 alleiniger Herausgeber war.
Der Donaukurier beruft sich auf die Tradition der 1872 gegründeten und 1935 vom Donauboten aufgekauften katholisch-konservativen Ingolstädter Zeitung und hat heute eine bürgerlich-liberale Ausrichtung. So protestierte man in der Ausgabe vom 3./4. November 2007 mit einer geschwärzten Titelseite gegen Einschränkungen von Grundrechten und Pressefreiheit. Die Demokratie befinde sich dank Reglementierungswut der Regierungsverantwortlichen auf Landes-, Bundes- und Europaebene am Rande der Auflösung. Die Aktion stieß nach Darstellung des DK auf überwiegend positive Resonanz. Zur globalen Überwachungs- und Spionageaffäre erschien am 29./30. Juni 2013 ein „offener Brief“ an die Bundestags- und Landtagsabgeordneten, verbunden mit einem Appell zur Beachtung des Rechts auf Privatheit und Datenschutz.
Im November 2016 wurde bekanntgegeben, dass der Donaukurier von der Passauer Neuen Presse übernommen wird. Die Übernahme wurde zum 1. Januar 2017 vollzogen.

## Auflage
Der Donaukurier hatte im Gegensatz zu den meisten deutschen Tageszeitungen seine Auflage bis zur Übernahme durch die Passauer Neue Presse weitgehend halten können. Die verkaufte Auflage ist in den vergangenen 10 Jahren um durchschnittlich 2 % pro Jahr gesunken. Im vergangenen Jahr hat sie um 3,7 % abgenommen. Sie beträgt gegenwärtig 67.476 Exemplare. Der Anteil der Abonnements an der verkauften Auflage liegt bei 89,2 Prozent.
| 1998  | 1999  | 2000  | 2001  | 2002  | 2003  | 2004  | 2005  | 2006  | 2007  | 2008  | 2009  | 2010  | 2011  | 2012  | 2013  | 2014  | 2015  | 2016  | 2017  | 2018  | 2019  | 2020  | 2021  | 2022  | 2023  | 2024  |
| ----- | ----- | ----- | ----- | ----- | ----- | ----- | ----- | ----- | ----- | ----- | ----- | ----- | ----- | ----- | ----- | ----- | ----- | ----- | ----- | ----- | ----- | ----- | ----- | ----- | ----- | ----- |
| 85614 | 86803 | 87106 | 87306 | 87711 | 87778 | 87129 | 86707 | 85991 | 86187 | 86536 | 86441 | 86168 | 85684 | 85372 | 85022 | 85496 | 86656 | 86608 | 86127 | 84918 | 83639 | 82884 | 80352 | 76469 | 72333 | 69621 |

## Firmengruppe

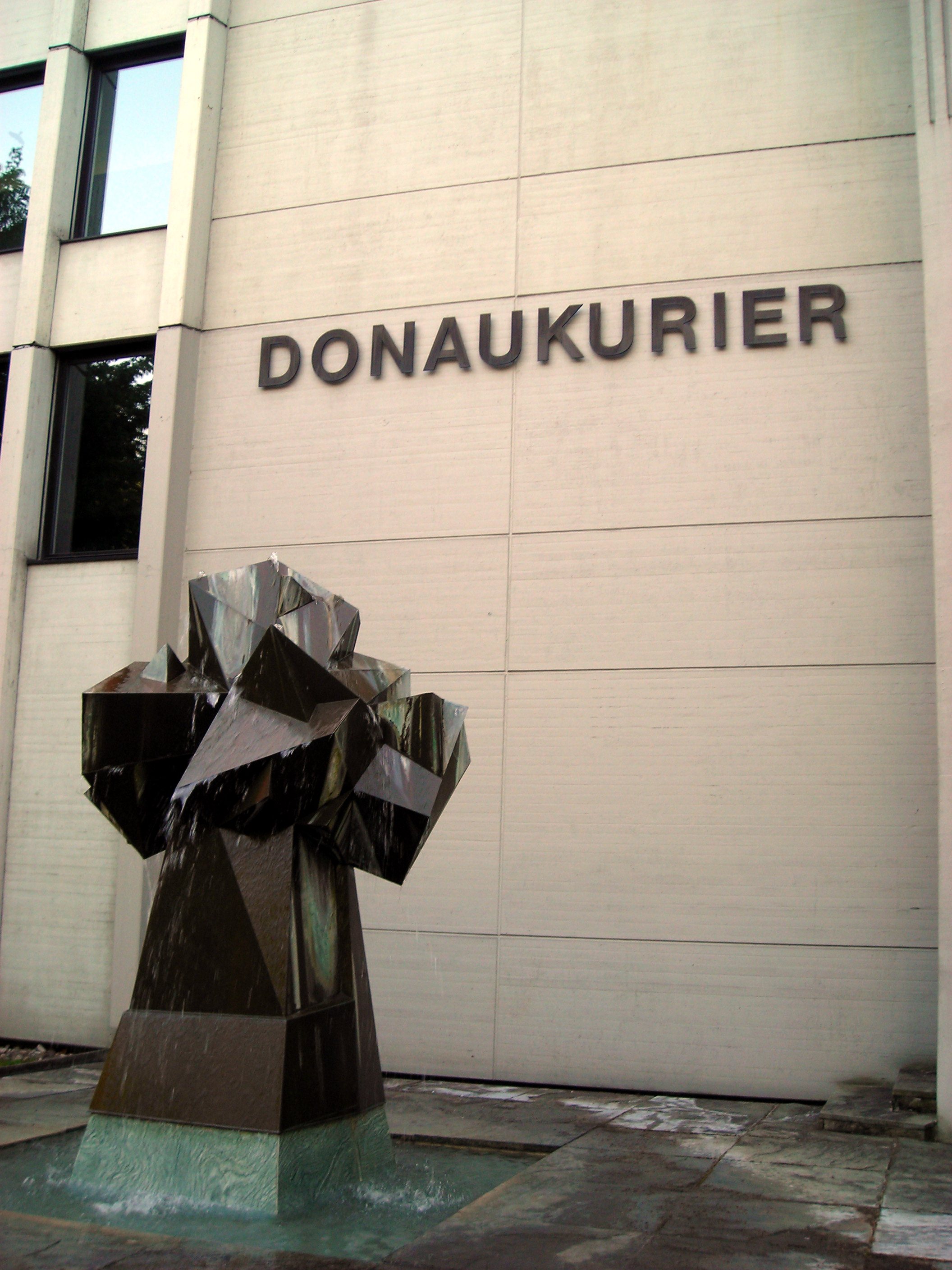
Donaukurier-Gebäude am Brückenkopf (Brunnenskulptur von Wilhelm Reissmüller, 2007)

Anfänglich wurden Zeitungsverlag, Druckerei und der vom Donauboten übernommene Buchladen in der Donau Kurier Verlagsgesellschaft, A. Ganghofer’sche Buchhandlung und Courier Druckhaus KG geführt, deren Gesellschafter die Eheleute Reissmüller waren. 1973 wurde eine im Familienbesitz befindliche GmbH alleinige Komplementärin, 1975 übernahm der Süddeutsche Verlag 25 % der Kommanditanteile, je 37,5 % hielten die Eheleute Reissmüller. 1978 wurde die Firma entsprechend der Rechtsform in Donau Kurier Verlagsgesellschaft, A. Ganghofer’sche Buchhandlung und Courier Druckhaus GmbH & Co KG geändert. Nach Wilhelm Reissmüllers Tod gingen 1994 knapp 26 % seiner Kommanditanteile an seine Witwe, der Enkel Georg Schäff erhielt knapp 12 %. 2001 wurden aus dem Stammunternehmen drei Teilbereiche ausgegliedert:
- Donaukurier Verlagsgesellschaft mbH & Co. KG[15]
- Courier Druckhaus GmbH & Co KG[16]
- A. Ganghofer’sche Buchhandlung GmbH & Co. KG[17]

Deren Kommanditanteile hielt jeweils die Muttergesellschaft. 2004 übertrugen Witwe und Enkel ihre Anteile an dieser auf die Reissmüller Familienstiftung GmbH & Co. KG, deren Kommanditanteile sie zu je 50 % hielten. Kurz darauf übernahm Georg Schäff den 25-%-Anteil des Süddeutschen Verlags, veräußerte ihn jedoch bereits 2005 wieder an die Schweizer GS Capital AG. Die Muttergesellschaft firmierte 2006 um in DK Holding GmbH & Co. KG. Bereits 2002 hatte die Muttergesellschaft alle Anteile an dem örtlichen Buchhandelskonkurrenten Bücherzentrum Schönhuber GmbH übernommen, 2008 beteiligte man Hugendubel mit 50 % daran und firmierte in Ganghofer GmbH um. Die bisherige A. Ganghofer’sche Buchhandlung GmbH & Co. KG selbst löste man samt Hauptfiliale auf, ihre Filialen im Ingolstädter Westpark und in Neuburg an der Donau werden von der Ganghofer GmbH fortgeführt. Im Juli 2011 übernahm Hugendubel alle Anteile daran.
Michael Schäff, Bruder des damaligen DK-Herausgebers und ehemaliger Juniorchef beim Getränkehersteller Schäff, hatte in den letzten Jahren die Mehrheitsanteile am Ingolstädter Regionalsender intv übernommen, an dem auch der Donaukurier beteiligt war. 2019 wurde dessen Betrieb eingestellt und die  Passauer Neue Presse (DK-Konzernmutter seit 2017) beteiligte sich stattdessen mit 40 % an der Ingolstädter Filmproduktions- und Mediendienstleistungsfirma AV Mediagroup GmbH, um ihre Kompetenzen im Bereich Bewegtbild auszubauen.

## Verlagsgebäude

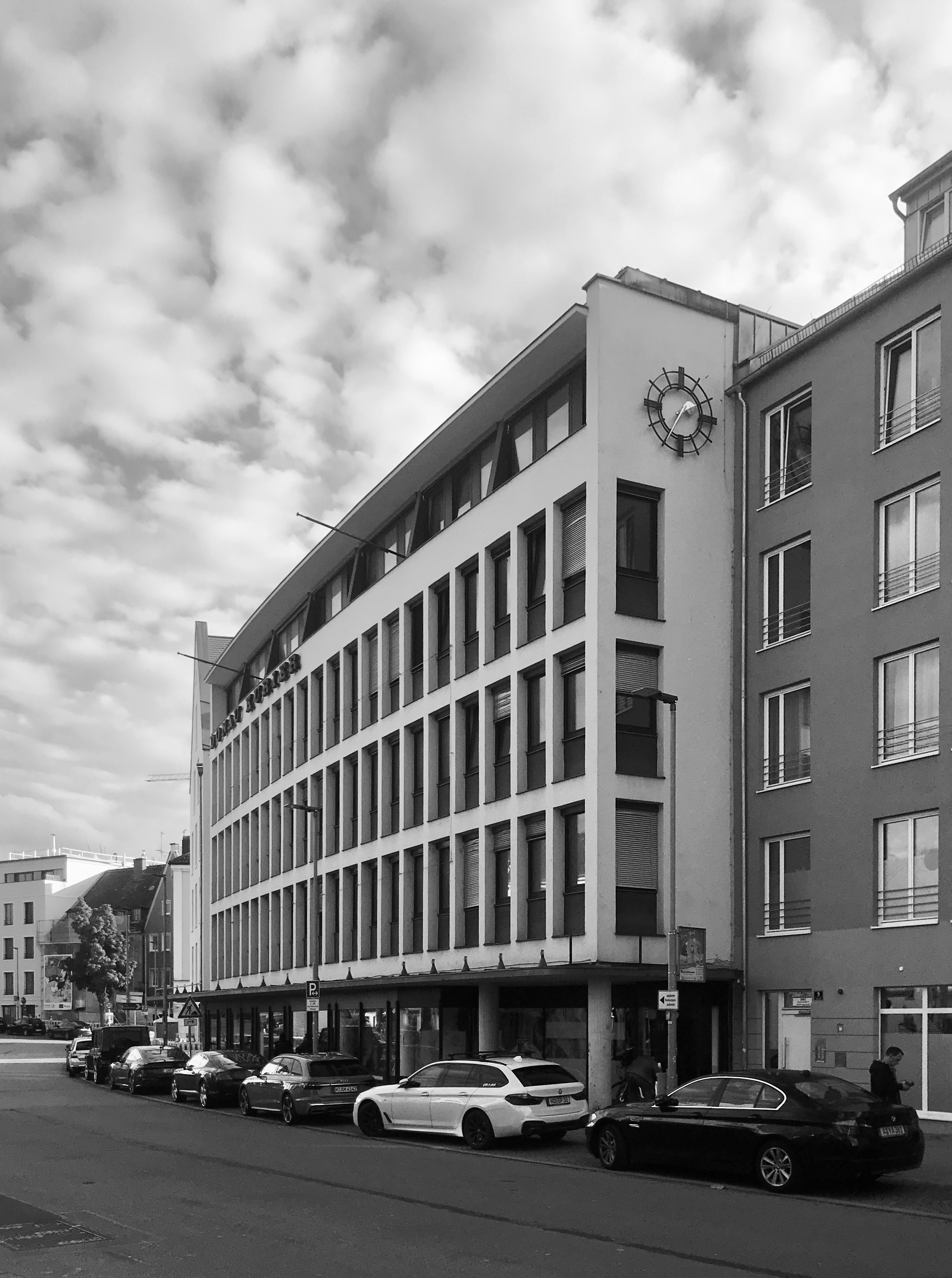
Ehemaliges Verlagsgebäude in der Altstadt Ingolstadt (2021)

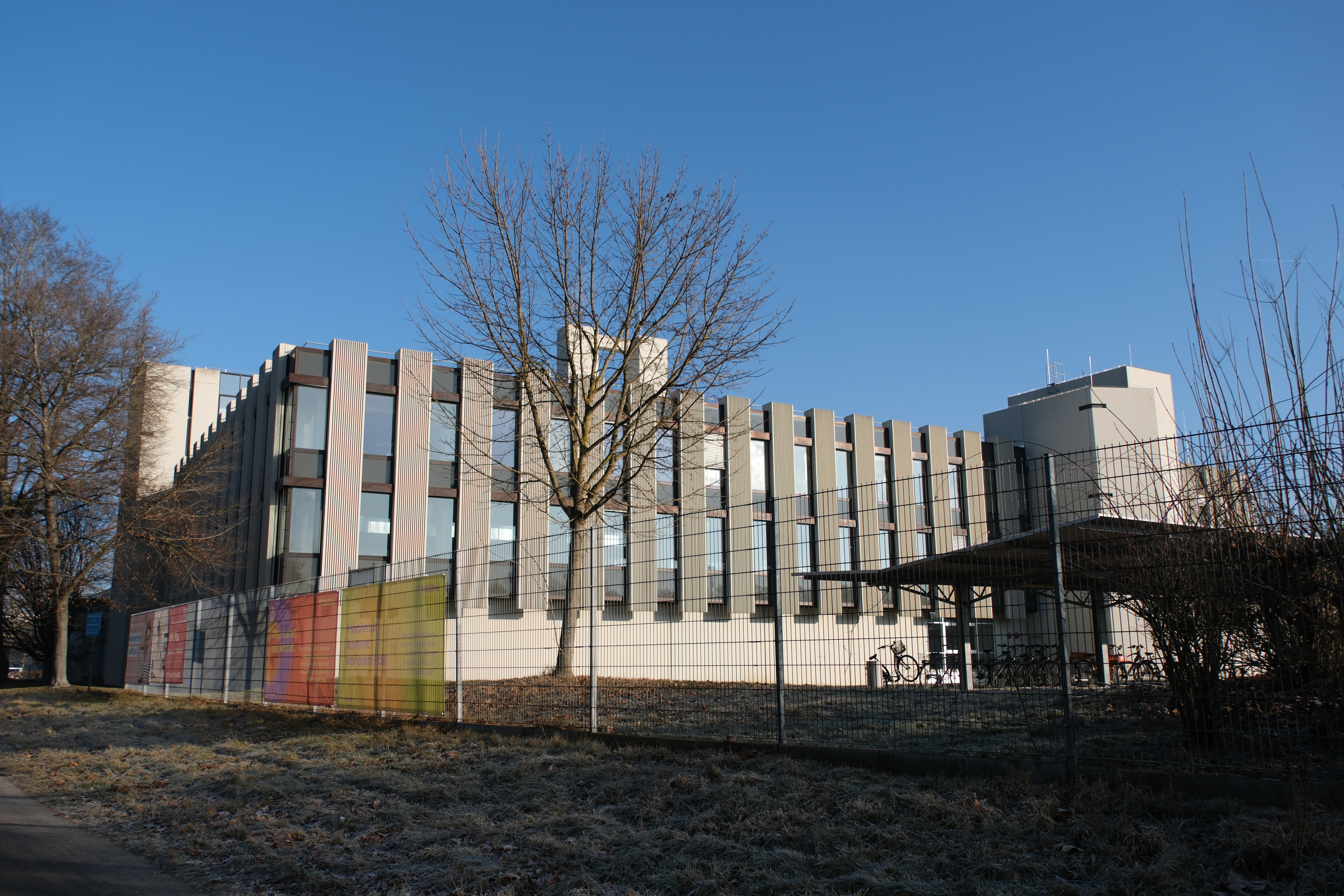
Verlagsgebäude am Brückenkopf (2025)

Das ehemalige Verlagsgebäude in der Altstadt von Ingolstadt wurde 1950 nach Plänen des Ingolstädter Architekten Josef Elfinger mit seinem Lehrmeister Franz Xaver Proebst errichtet.
Das Druck- und Verlagshaus am Brückenkopf wurde ab 1972 nach Plänen der örtlich ansässigen Architekten Reinhard Kolb und Helmut Stich errichtet.

## Ausgaben

### Druck
Der Donaukurier erscheint in sieben Druckausgaben mit unterschiedlichem Lokalteil:
| Bezeichnung der Lokalausgabe | Verbreitungsgebiet                                                                             |
| ---------------------------- | ---------------------------------------------------------------------------------------------- |
| Aichacher Zeitung            | nordöstlicher Landkreis Aichach-Friedberg, Aichach                                             |
| Eichstätter Kurier           | nordwestlicher Landkreis Eichstätt, Eichstätt                                                  |
| Donaukurier Ausgabe A        | Ingolstadt, näheres Umland von Ingolstadt, Vohburg, Neuburg an der Donau                       |
| Donaukurier Ausgabe B        | nordöstlicher Landkreis Eichstätt, Beilngries, Riedenburg                                      |
| Hilpoltsteiner Kurier        | südlicher Landkreis Roth, Hilpoltstein, Greding                                                |
| Pfaffenhofener Kurier        | mittlerer Landkreis Pfaffenhofen, Pfaffenhofen, südwestlicher Landkreis Neuburg-Schrobenhausen |
| Schrobenhausener Zeitung     | Schrobenhausen, Hallertau, auch Landkreis Neuburg-Schrobenhausen                               |

2022 wurde bekannt, dass die Druckerei des Donaukuriers in Ingolstadt zum Jahresende geschlossen wird. Der Druck erfolgt künftig in der Druckerei der Mittelbayerischen Zeitung in Regensburg, die ebenfalls von der PNP Verlagsgruppe übernommen wurde.
Während man in den frühen 2000er-Jahren das Netz der Lokalredaktionen verdichtete (so kamen Büros in Kösching, Manching und Vohburg hinzu, die Lokalredaktion Ingolstadt zog in die Altstadt), wurde das Redaktionsbüro in der nahen Landeshauptstadt München geschlossen. Vom dortigen Redakteur Jürgen Fischer hatte man sich ohnehin nach dem Bundestagswahlkampf 2009 im Unfrieden getrennt, nachdem dieser als persönlicher Vertrauter Horst Seehofers zu unkritisch über dessen Politik berichtet hatte. Einige Jahre später wurden die Büros in Kösching, Manching und Vohburg wieder geschlossen. Auch die Stadtredaktion zog wieder ins neue Verlagshaus.

### Digital
Seit 2001 ist der Donaukurier mit einer Internetausgabe unter der Adresse www.donaukurier.de im Netz präsent. Die aktuelle Website existiert seit 2017. Im April 2014 gingen eine Tablet-WebApp und eine Smartphone-WebApp online. Im Sommer 2016 ging nach mehrmonatigem Probetrieb die App „DK-mobil“ in den Regelbetrieb. Der Donaukurier ist darüber hinaus auch auf Facebook, Twitter und Instagram vertreten.

## Ehemalige Mitarbeiter

### Chefredakteure
- Carl Puetzfeld (Dezember 1945 bis September 1946)
- Joseph Lackas (bis April 1951)
- Norbert Mayer (bis Oktober 1967)
- Karl Ernst Roessler (1968 bis 1985)
- Erhard Heinzmann (bis Dezember 1992)
- Friedrich Kraft (1993 bis 2003)[26]
- Michael Schoepperl (2004)[26]
- Michael Schmatloch (2004 bis 2011)[27]
- Gerd Schneider (Februar 2011 bis September 2014)[28]
- Claus Liesegang (August 2015 bis Dezember 2016)[29]
- Stefan König (März 2017 bis März 2021)
- Gerd Schneider (seit Mai 2021)[4]

### Andere
- Richard Auer
- Manfred Bissinger
- Jürgen Fischer (später CSU-Pressesprecher)
- Johannes Gaitanides
- Erik Händeler
- Johannes Hauser
- Wolfgang Krach
- Agnes Krumwiede
- Karl Olma
- Hans Joachim Werner
- Ottmar Engasser[30][31]